# Zorro (serie televisiva 1957)
Zorro è una serie televisiva prodotta dalla Walt Disney Productions con protagonista Guy Williams.
Basata sul personaggio di Zorro creato da Johnston McCulley, la serie fu trasmessa dal 10 ottobre 1957 al 2 luglio 1959 sulla ABC in 78 episodi divisi in due stagioni; altri quattro episodi speciali di un'ora furono trasmessi come parte della serie Walt Disney Presents tra il 30 ottobre 1960 e il 2 aprile 1961. La serie è ambientata a Los Angeles all'inizio del XIX secolo, quando faceva parte della vecchia California spagnola, dove il popolo è oppresso dai suoi governanti. Dal 1992 la serie viene trasmessa in una versione colorizzata al computer dalla American Film Technologies, priva delle anticipazioni.

## Trama
Nella prima stagione, don Diego de La Vega arriva in California nel 1820 e assume l'identità segreta del vigilante Zorro per combattere contro l'avido e crudele comandante locale, il capitano Enrique Sánchez Monastario. Dopo la sconfitta di Monastario, Zorro deve scoprire e contrastare le macchinazioni del malvagio magistrado Carlos Galindo, che fa parte di un complotto rivoluzionario per governare la California. Il capo di quella cospirazione, la figura oscura "dell'Aquila", si rivela il vanitoso e insicuro José Sebastián de Varga, il quale vuole ottenere il controllo della California in modo che possa consegnarla a un altro paese per un'enorme ricompensa. La prima stagione si conclude con la morte di Varga.
La seconda stagione si apre con Diego a Monterey, la capitale coloniale, dove il denaro raccolto privatamente per portare una nave da rifornimento in California viene costantemente dirottato a una banda di banditi. Diego resta a indagare, sia come sé stesso sia come Zorro, e si interessa ad Anna Maria Verdugo, la figlia dell'uomo che ha organizzato l'impresa. Una volta che Zorro sconfigge i ladri, entra in rivalità con il suo vecchio amico Ricardo del Amo, un burlone anch'egli interessato ad Anna Maria. La ragazza, a sua volta, è innamorata di Zorro. Mentre sono a Monterey, anche Zorro e il sergente Demetrio López García vengono coinvolti in una disputa tra il popolo e un repressivo luogotenente governatore. Diego è sul punto di rinunciare alla sua identità segreta per sposare Anna Maria, ma don Alejandro lo dissuade rivelando al figlio di aver scoperto la sua identità segreta. Zorro (e Diego) saluta Anna Maria e torna a Los Angeles, dove viene coinvolto in una serie di avventure più brevi. In una di queste, Zorro deve risolvere il mistero del padre di Anita Cabrillo, un uomo che sembra non esistere. Altre trame alla fine della serie coinvolgono lo zio cattivo di Diego, un complotto contro il governatore della California, un incontro con un "uomo di montagna" americano e lo scontro con un avido emissario spagnolo.

## Personaggi e interpreti
- Don Diego de La Vega (interpretato da Guy Williams) è un ex studente universitario, recentemente richiamato da Madrid nella sua casa fuori Los Angeles da suo padre, don Alejandro de La Vega. Poco prima di raggiungere la California, Diego viene a sapere della tirannia del capitano Monastario e si rende conto che suo padre, don Alejandro, lo ha convocato per aiutarlo a combattere questa ingiustizia. Sebbene abbia vinto medaglie per la scherma in Spagna, Diego decide che la migliore linea d'azione è nascondere la sua abilità con la spada e assumere il comportamento di un mite intellettuale piuttosto che di un deciso uomo d'azione. Il suo alter ego, Zorro, opera principalmente di notte, intraprendendo l'azione diretta al posto di Diego. Questo inganno non va sempre bene per la sua identità civile, soprattutto perché influisce sul suo rapporto con il padre deluso. Diego fa molto affidamento sul suo ingegno, sia con sia senza la maschera. Più avanti nella serie, Diego emerge come una figura rispettata a pieno titolo, un pensatore intelligente e un amico leale che sembra essere senza speranza nella scherma. Il nome del personaggio nei racconti di Johnston McCulley e nei precedenti adattamenti era Diego Vega; la versione Disney espande il nome a Diego de La Vega, un'innovazione mantenuta in alcune versioni successive della storia. La voce cantata di Diego è fornita da Bill Lee del gruppo The Mellomen.
- Il sergente Demetrio López García (interpretato da Henry Calvin) è goffo, superstizioso e amante del bere, ma anche di buon cuore, coraggioso e leale. Il sergente crede di dover obbedire agli ordini dei suoi ufficiali in comando, per quanto crudeli o ingiusti possano essere. Cerca di attutire il colpo con i suoi modi amichevoli, dicendo spesso "per favore" mentre emette un ordine sgradevole a un civile. Sebbene García si allontani raramente dal suo dovere, sviluppa un notevole rispetto per Zorro e più avanti nella serie è apertamente felice quando Zorro sfugge alla cattura. Tuttavia, García sogna di catturare Zorro per ottenere i soldi della ricompensa, un sogno che don Diego incoraggia di tanto in tanto. Ha anche un'eccellente voce e intona diverse canzoni nel corso della serie, di solito con un boccale di vino in mano. Il personaggio García sostituisce il sergente Gonzáles delle storie originali di McCulley.
- Bernardo (interpretato da Gene Sheldon) è il servitore e confidente di don Diego, l'unica persona all'inizio a conoscere la sua identità segreta. Incapace di parlare, Bernardo usa dei segni per comunicare. Oltre a fingere di essere anche sordo per ascoltare meglio i piani dei nemici di Zorro, con questi ultimi si comporta anche da stupido per sembrare innocuo. Sebbene Bernardo sia talvolta ritratto come un po' sciocco, è anche un discepolo capace e inestimabile di Zorro e Diego, indossando lui stesso la maschera occasionalmente quando se ne presenta la necessità. Il personaggio era apparso nelle storie originali come sordomuto; dargli l'udito in questa iterazione ha contribuito a rendere Bernardo parte integrante della serie come agente segreto di Zorro. Il personaggio era originariamente un nativo americano, ma in questa rappresentazione è uno spagnolo purosangue.
- Don Alejandro de La Vega (interpretato da George J. Lewis) è il padre di don Diego e un irascibile proprietario terriero (o ranchero) con un forte senso della moralità e della correttezza. Si dice che il suo bestiame e le sue proprietà terriere siano tra le più ricche della California, il che aiuta a fare di don Alejandro un'influente guida della comunità. La sua natura impetuosa spesso lo mette nei guai, tuttavia, poiché cerca di combattere da solo venendo a volte ingannato e manipolato. Don Alejandro alla fine viene a sapere dell'identità di suo figlio ed è fortemente favorevole al proseguimento del lavoro di Zorro.
- il caporale Reyes (interpretato da Don Diamond) è il secondo sottufficiale insieme al sergente García. Nonostante sia schietto e ottuso, Reyes è un soldato leale e non è ostile con gli altri. A volte è ironicamente sminuito da Garcia, ma in modo poco offensivo. Il personaggio viene introdotto solo a partire dall'episodio 14, e dopo un inizio come figura marginale (spesso senza essere accreditato, e senza comparire dall'episodio 22 al 26) diviene uno dei personaggi principali a partire dall'episodio 27. Diamond in precedenza era apparso non accreditato (e senza baffi) nei panni del lancere Yvarro nell'episodio 8.

## Episodi
| Stagione         | Episodi | Prima TV originale | Prima TV Italia |
| ---------------- | ------- | ------------------ | --------------- |
| Prima stagione   | 39      | 1957-1958          | 1966-1971       |
| Seconda stagione | 39      | 1958-1959          | 1974-1996       |

Oltre alle due stagioni della serie televisiva, composte complessivamente da 78 episodi, tra il 1960 e il 1961 sono stati prodotti ulteriori quattro episodi speciali dalla durata di 60 minuti, trasmessi come parte della settima stagione della serie Walt Disney Presents e inediti in italiano.
| n. | Titolo originale      | Prima TV originale |
| -- | --------------------- | ------------------ |
| 1  | El Bandido            | 29 ottobre 1960    |
| 2  | Adios El Cuchillo     | 5 novembre 1960    |
| 3  | The Postponed Wedding | 1º gennaio 1961    |
| 4  | Auld Acquaintance     | 2 aprile 1961      |

## Distribuzione

### Edizione italiana
La prima edizione italiana della serie fu trasmessa sul Programma Nazionale a partire dal 10 aprile 1966, all'interno della TV dei ragazzi. I primi 26 episodi furono trasmessi fino al 3 marzo 1968 all'interno del programma Il club di Topolino, mentre i successivi episodi della prima stagione (all'epoca intitolata La spada di Zorro) furono trasmessi dal 2 novembre 1970 all'8 febbraio 1971. I primi 13 episodi della seconda stagione furono trasmessi dal 6 ottobre al 29 dicembre 1974, dopodiché la trasmissione venne interrotta. In questa edizione il nome di Don Alejandro fu italianizzato in Alessandro come nei film di montaggio, fu usato il "lei" come allocuzione di cortesia e vennero censurate le scene più violente (come la morte di un indiano nell'episodio 12). Il doppiaggio, eseguito dalla C.D.C. (C.D. dal 1970) e diretto da Carlo Romano su dialoghi di Roberto De Leonardis, è caratterizzato da numerosi cambi di doppiatori anche per i personaggi principali. Per la trasmissione in prima TV venne usata la sigla originale, scritta da Norman Foster e George Bruns ed eseguita dal gruppo The Mellomen. Le repliche a partire dal 1977 utilizzarono una prima sigla italiana, "Zorro", interpretata dagli Zig Zag Ensemble e ispirata a quella originale nella linea melodica ma con un arrangiamento disco.
Nel 1992 la serie completa, nella versione colorizzata, fu ridoppiata cambiando i titoli di quasi tutti gli episodi e usando il "voi" come allocuzione di cortesia. Questa versione fu trasmessa dal 9 ottobre 1995 al 30 gennaio 1996 all'interno di Solletico, sempre su Raiuno, sebbene in tale occasione gli episodi siano stati trasmessi in disordine. Dal giorno dopo gli episodi furono replicati nell'ordine giusto, poi impiegato anche per le repliche su Rai 2 e Rai 3. Il doppiaggio fu eseguito nuovamente dalla C.D.C. e diretto da Marco Mete e Anna Rita Pasanisi. In questa edizione la sigla iniziale è la versione italiana della sigla originale, cantata sulla stessa base dal coro diretto da Pietro Carapellucci il cui testo viene reso fedele all'originale.

### Edizioni home video

#### VHS
Ventidue episodi della serie furono distribuiti in sei VHS in America del Nord, ognuna contenente tre o quattro episodi. In Italia furono invece distribuite in edicola dalla Hobby & Work diciassette VHS, ognuna contenente un episodio, dal 24 luglio 1997 al 19 marzo 1998; esse erano abbinate ad albi che contenevano fumetti della Topps Comics, e includevano le versioni trasmesse in replica alla fine degli anni settanta (in bianco e nero, col primo doppiaggio e la sigla degli Zig Zag Ensemble).

#### DVD
Il 5 novembre 2004 venne distribuita in Italia la prima stagione in un cofanetto di sei DVD, nella versione colorizzata.
Tra il 2006 e il 2009 la versione colorizzata della serie fu distribuita in DVD in America del Nord, in esclusiva attraverso il Disney Movie Club; furono pubblicati dieci DVD contenenti ognuno otto episodi, prima singolarmente e poi in due cofanetti. L'intera serie, restaurata e in bianco e nero, fu rieditata il 3 novembre 2009 in due cofanetti da sei dischi ciascuno nella collana Walt Disney Treasures; questa edizione include anche i quattro episodi di Walt Disney Presents, oltre a introduzioni di Leonard Maltin e tre featurette informative.

## Altri media

### Fumetti
Quando la serie TV divenne popolare, furono pubblicate delle storie a fumetti col titolo Walt Disney Presents: Zorro il cui artwork rifletteva l'aspetto dei personaggi nella serie. Tali fumetti furono disegnati principalmente da Alex Toth. Nei Paesi Bassi anche Hans G. Kresse disegnò delle strisce a fumetti basate sulla serie TV.

### Cinema
Alla fine degli anni cinquanta la Disney produsse due film di montaggio destinati all'estero, dove la serie sarebbe stata trasmessa solo dalla metà degli anni sessanta. Il primo, La sfida di Zorro (1958), fu ricavato da otto episodi dell'arco narrativo di Monastario (ep. 1-13), mentre il secondo, La rivincita di Zorro (1959), fu ricavato da sei episodi dell'arco narrativo dell'Aquila (ep. 27-39).

## Sequel
Nel 1983 fu trasmessa sulla CBS Zorro and Son, una serie comica ambientata circa vent'anni dopo quella originale e girata per la maggior parte negli stessi set. Con un cast completamente nuovo, la serie ebbe scarso successo e si concluse dopo soli cinque episodi.